# Tigre du chêne
Corythucha arcuata
Pour les articles homonymes, voir Tigre (homonymie).
Espèce

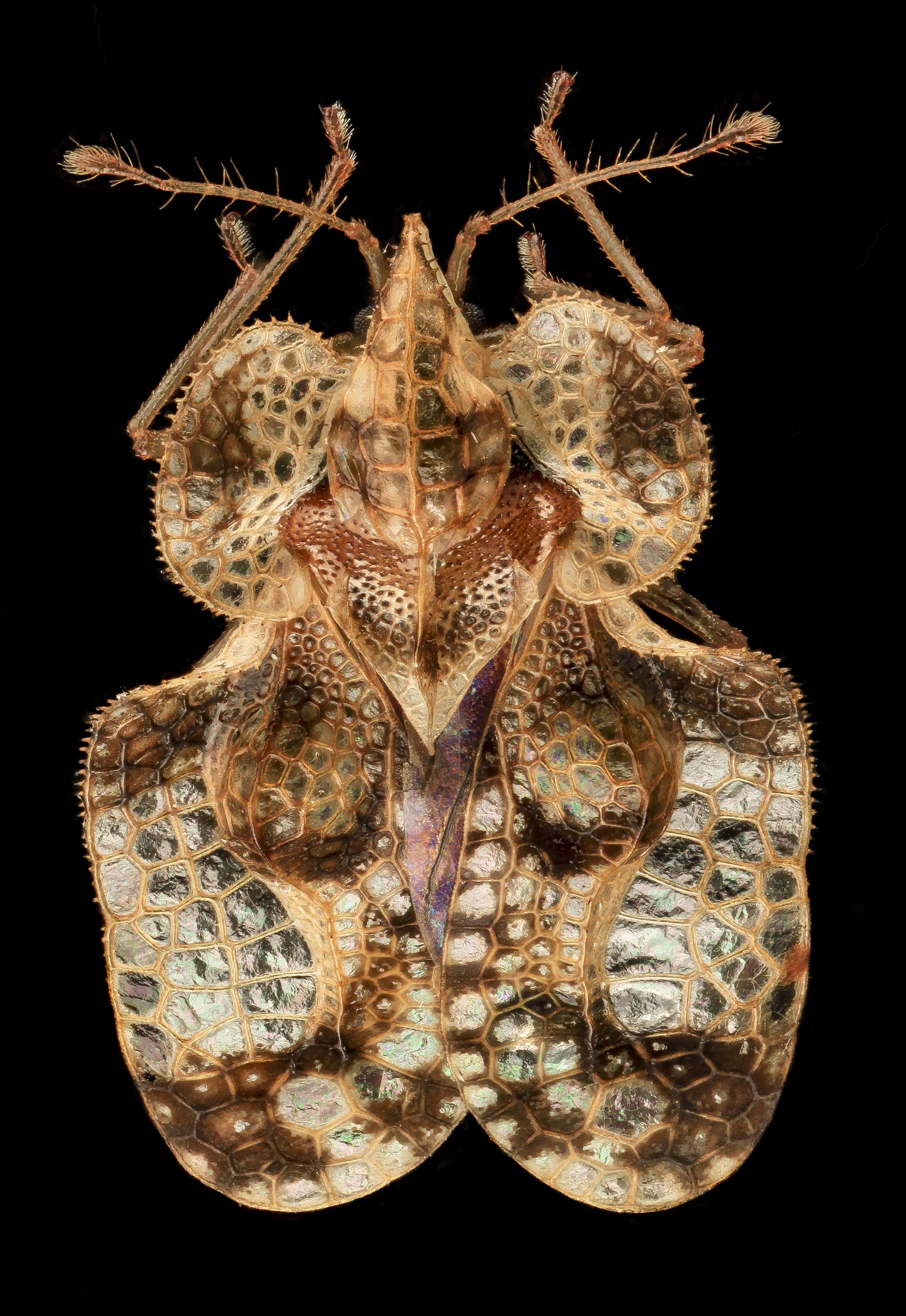
Tingidae (probablement un tigre du chêne)

Le tigre du chêne, ou punaise réticulée du chêne (Corythucha arcuata), est une espèce d'insectes hémiptères, une « punaise » phytophage ravageuse de la famille des Tingidae, originaire du continent américain.
De par son aspect, le tigre du chêne, d'une longueur de 3 à 4 mm, peut être confondu avec le tigre du platane,.

## Nuisances
C'est un ravageur de plusieurs espèces de chênes, (Quercus sp.) à feuilles caduques,, et qui peut également se développer sur les ronces et les cerisiers, (Rubus sp.). Il ne s'attaque pas aux chênes à feuillage persistant.
Afin de se nourrir, l'insecte perce les cellules des feuilles puis en aspire le contenu. Les feuilles perdent alors leur couleur verte et jaunissent, ce qui a pour conséquence de réduire jusqu'à 60 % la capacité des végétaux à réaliser la photosynthèse.

## Dissémination
En Europe, il est initialement signalé en Italie en 2000 et en Suisse en 2002 et se répand depuis à travers plusieurs pays. En France, il est observé pour la première fois dans la région de Toulouse en 2017,,, puis s'est répandue dans le Sud-Ouest pour atteindre la région Bourgogne-Franche-Comté courant 2024, principalement le long des autoroutes, en lisière de forêt,. Fin 2019, plus de 1,7 million d’hectares de chênes sont atteints dans une zone géographique regroupant l'ouest de la Russie, la Croatie, la Hongrie, la Roumanie et la Serbie.

## Lutte
Quelques espèces de coccinelles, de chrysopes et d’araignées semblent se nourrir du tigre du chêne, mais de façon épisodique. Au début des années 2020, une étude montre que Beauveria, un champignon, peut potentiellement tuer le tigre du chêne.